# Roncoferraro
Roncoferraro – miejscowość i gmina we Włoszech, w regionie Lombardia, w prowincji Mantua.
Według danych na rok 2004 gminę zamieszkiwały 6674 osoby, 105,9 os./km².